# ディケーター郡 (テネシー州)
座標: 北緯35度37分 西経88度07分 / 北緯35.61度 西経88.11度
ディケーター郡（英: Decatur County）は、アメリカ合衆国のテネシー州にある郡。郡庁所在地はディケータービル (Decaturville)である。2000年国勢調査時の人口は1万1731人だったが、2005年の推計時には1万1686人に微減した。
1845年11月にペリー郡のテネシー川西岸部を分離して設立された。ペリー郡の郡庁は東岸にあったため、郡庁へのアクセスをよくしたい西岸の住民の要望で実現した。郡名はバーバリ戦争と米英戦争の海戦で戦功を挙げ、「海軍の英雄」とされるスティーヴン・ディケーターにちなみ名づけられた。

## 地理
国勢調査局によると、この郡の総面積は893平方キロ（345平方マイル）で、うち865平方キロ（334平方マイル）が陸地、総面積の3.19%にあたる29平方キロ（11平方マイル）が水域となっている。
隣接する郡
- ベントン郡（北）
- ペリー郡（東）
- ウェイン郡（南東）
- ハーディン郡（南）
- ヘンダーソン郡（西）
- キャロル郡（北西）

国立保護区
- テネシー国立野生生物保護区（一部）

## 人口動態
2000年の国勢調査時点で、この郡には1万1731人、4908世帯、3415家族が暮らしている。人口密度は1平方キロあたり14人で、平方マイルに換算すると35人となる。住居数は6448軒で、1平方キロに平均7軒（1平方マイルあたりでは19軒）が建っていることになる。住民のうち白人は94.12%、アフリカ系は3.47%、ネイティブ・アメリカンは0.23%、アジア系は0.20%、太平洋諸島系は0.03%、その他の人種は1.20%、混血は0.76%、ヒスパニック（ラテン系）は1.95%を占める。

2000年国勢調査の結果をもとに作成した郡の人口ピラミッド

4908世帯のうち27.3%は18歳未満の子どもと暮らしており、56.7%は夫婦で生活している。9.0%は未婚の女性が世帯主であり、30.4%は家族以外の住人と同居している。27.6%が独り身世帯で、13.4%を独居老人の世帯が占める。1世帯あたりの平均構成人数は2.34人、家庭の平均構成人数は2.82人である。
住民のうち21.7%が18歳未満の未成年、7.9%が18歳以上24歳以下、25.9%が25歳以上44歳以下、26.3%が45歳以上64歳以下、18.2%が65歳以上となっており、平均年齢は41歳である。女性100人に対して男性が94.5人いる一方、18歳以上の女性100人に対しては91.9人いる。
一世帯あたりの平均収入は2万8741米ドル、家族ごとでは3万4919米ドルである。男性の平均収入は2万5945米ドル、女性の平均収入は2万155米ドルで、労働者でない人々も含めた住民一人当たりの収入は1万7285米ドルとなる。総人口の16.0%、家族の13.8%、18歳未満の子どもの18.9%、および65歳以上の高齢者の22.2%は貧困線以下の収入で生計を立てている。

## 都市および町
- ディケータービル (en:Decaturville, Tennessee)
- パーソンズ (en:Parsons, Tennessee)
- スコッツヒル (en:Scotts Hill, Tennessee)